# R-60 (ミサイル)
R-60（ロシア語: Р-60、は、ソビエト連邦の第4設計局「モルニヤ」（現在のヴィーンペル科学製造連合）が開発した、赤外線追尾式の短距離空対空ミサイルである。アメリカ国防総省（DoD）が定めた識別番号はAA-8、北大西洋条約機構（NATO）が定めたコードネームは「エイフィド」（Aphid、アブラムシ）。

## 歴史
R-60は、当初はMiG-23向けの装備として1960年代後半に開発が開始され、モルニヤ設計局内部ではK-60（изделие 62）のコードネームが与えられた。1973年には生産が開始され、R-60（NATOコードネーム：エイフィドA）として制式採用された。
R-60は、44kgの全体重量など、採用当時としては世界最小の空対空ミサイルの1つであった。このため、ハードポイントに専用の2連装発射レールを取り付けることによって、前任のR-3/R-13よりも多数のミサイルを装着することも可能である。後継のR-73の登場後も、ソビエト連邦構成国を始めとする多くの国々で運用されている。
誘導方式は赤外線追尾方式で、シーカーヘッドのコマール（Комар：ロシア語で「蚊」のこと）は冷却装置を持たないが、±12°の視野角で標的を捕捉・追尾する能力がある。推進方向のコントロールは、前面の三角型の動翼と後翼フィンを使って制御する。動翼の前部にカナードが配備されるエンテ型の形状をしており、これにより動翼の急角度における姿勢制御効果を向上させ、最大8Gでの急旋回を実現させた。
2017年現在生産は行われていないが未だ多数が現役でありいくつかのアップグレードも提供されている。ウクライナのアーセナルではUA-96シーカーと交換するアップグレードを提案。シーカーの冷却方式を空冷とし赤外線ウィンドウの後ろに4つの小さな吸気口を設けることで、ヘッド・オン・クローズ・エンゲージメントを提供する検出能力を高めている。アーセナルは、前半半分で最大10km（5.4nm）のエンゲージメント能力を要求している。ベラルーシのBSVTではR-60BMを提案している(後述)。

## 派生型
R-60（NATOコードネーム：エイフィドA）
初期型。シーカーは非冷却式で、視野角は±12°。
UZ-62, UZR-60
R-60の訓練用模擬弾。
R-60M（NATOコードネーム：エイフィドB）
シーカーを窒素冷却式に変更。視野角を±20°に拡大するとともに、限定的ながらも全方位交戦能力を獲得。最小射程も200mに短縮。弾頭重量を3.5kgに増強。
R-60MK
R-60Mの輸出型。
R-60MU
R-60Mの訓練用模擬弾。
R-60BM
2017年にベラルーシのBSVTが公開したアップグレード型。ミサイルの妨害抵抗を大幅に増加させる新しい2レンジシーカーを特徴とし、新しいデュアルモードエンジンと新しいオートパイロットコントロールユニットを備えミサイルの動作範囲は10㎞、最大は20kmとなっている。また目標近くで確実に弾頭を起爆するため新しいレーザー近接信管が装備されている。戦闘機または防空ミサイルシステムから発射することが可能である。

## 採用国
現用
- アルメニア
- アンゴラ
- クロアチア
- キューバ
- ブルガリア
- ジョージア
- インド - 2024年時点で、インド空軍が保有[4]。
- イラン
- カザフスタン - 2023年時点で、カザフスタン防空軍が保有[5]。
- リビア
- マレーシア
- 北朝鮮
- ペルー
- ポーランド
- スロバキア
- セルビア
- シリア
- ロシア
- トルクメニスタン - 2024年時点で、トルクメニスタン空軍が保有[6]。
- ウズベキスタン - 2023年時点で、ウズベキスタン空軍が保有[7]。
- ベトナム

退役済み
- チェコスロバキア（後継国家へ引継ぎ）
- チェコ
- 東ドイツ（後継国家へ引継ぎ）
- フィンランド
- ドイツ
- ハンガリー
- イラク
- ソビエト連邦（後継国家へ引継ぎ）
- ユーゴスラビア（後継国家へ引継ぎ）

## 搭載航空機
- MiG-21

後期型のMiG-21SM/MF/MT/SMT/ST/bis/-93/Bison/LanceRが装備可能。
- MiG-23
- MiG-25

改良型のMiG-25PD/PDSが装備。
- MiG-27
- MiG-29
- MiG-31
- Su-15
- Su-17

Su-17M3（WTO加盟国向けのSu-22M3、その他親ソ国向けのSu-22Mを含む）、Su-17M4（輸出型のSu-22M4を含む）が装備可能。主翼に専用ハードポイント・パイロンを装備。
- Su-24
- Su-25
- Yak-38
- SOKO J-22
- L-39

兵装訓練・軽攻撃機仕様のL-39ZAが運用能力を有する。
- IAR 99
- BAe ホーク（フィンランド空軍機）[8]
- その他